# Pegomya ulmaria
Pegomya ulmaria este o specie de muște din genul Pegomya, familia Anthomyiidae. A fost descrisă pentru prima dată de Camillo Rondani în anul 1866. Conform Catalogue of Life specia Pegomya ulmaria nu are subspecii cunoscute.